# The Clod (film 1913)
The Clod è un cortometraggio muto del 1913 diretto da Romaine Fielding e prodotto dalla Lubin.

## Produzione
Il film fu prodotto dalla Lubin Manufacturing Company. Venne girato nel Nuovo Messico, a Las Vegas e a Silver City.

## Distribuzione
Distribuito dalla General Film Company, il film - un cortometraggio in due bobine - uscì nelle sale USA il 18 settembre 1913.